# Nicholas Aaron
Nicholas Aaron, är en brittisk skådespelare. Aaron studerade vid Royal Academy of Dramatic Art, där han fick undervisning av Richard Attenborough. Han är känd för sin roll som Pvt. Robert 'Popeye' Wynn i den prisbelönade serien Band of Brothers.

## Filmografi

### Filmer
- 2014 – The Devil's Harvest
- 2008 – September (kortfilm)
- 2008 – Fast Track: No Limits
- 2006 – After...
- 2006 – The Path to 9/11 (TV-film)
- 2005 – Angel Wing (kortfilm)
- 2004 – Rottweiler
- 2004 – 9 Lives
- 2003 – Touching the Void (dokumentär)
- 2003 – Don't Look Back
- 2002 – The Initiation of Samuel Caine
- 2001 – Lemmings (kortfilm)

### TV-serier
- 2010-2012 - I Shouldn't Be Alive (26 avsnitt)
- 2007 och 2009 - The Bill (2 avsnitt)
- 2008 - Coming Up (1 avsnitt)
- 2007 - Lonelygirl15 (1 avsnitt)
- 2006 - Ultimate Force (1 avsnitt)
- 2006 - Totally Frank (1 avsnitt)
- 2002 och 2004 - Casualty (2 avsnitt)
- 2002 - First Degree (? avsnitt)
- 2001 - Band of Brothers (9 avsnitt)

### Röst i TV-spel
- 2011 - The Book of Unwritten Tales
- 2012 - Risen 2: Dark Waters